# Glücksburg-ház

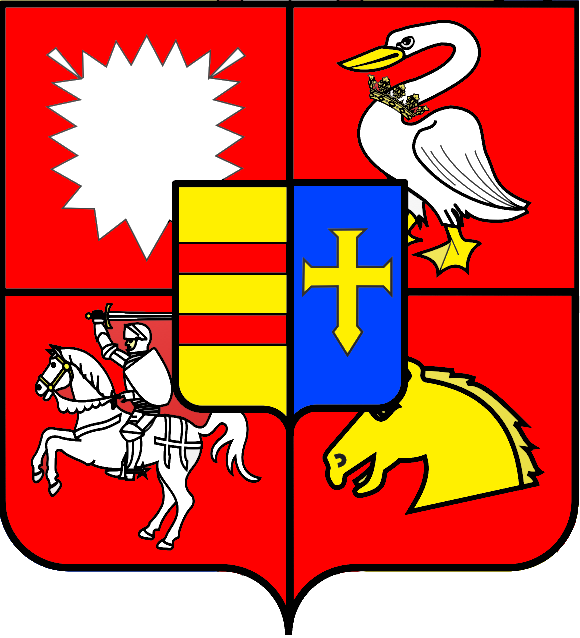
A ház címere

A Glücksburg-ház vagy teljes nevén Schleswig–Holstein–Sonderburg–Glücksburg-ház (dánul: Slesvig-Holsten-Sønderborg-Lyksborg, németül: Schleswig-Holstein-Sonderburg-Glücksburg) európai uralkodóház, az Oldenburg-ház egyik oldalága, mégpedig a Schleswig–Holstein–Sonderburg-ház Beck-ágából ered. E családból származnak Norvégia, Dánia és Görögország királyai, valamint az Egyesült Királyság trónutódlási sorának számos tagja.
A ház nevét a németországi Schleswig-Holstein tartomány Glücksburg településén – így közel a mai dán országhatárhoz – található Glücksburg kastélyról kapta.

## A ház története
Bár a Glücksburg család tagjai magukat III. Keresztély dán királytól származtatják, a ház valójában Schleswig–Holstein–Sonderburg–Beck hercegeitől ered. Sem Beck, sem Glücksburg nem voltak önálló hercegségek – előbb Schleswig–Holstein, utóbb a Dán Királyság fennhatósága alatt álltak –, ennek ellenére a ház fejei magukat mindig uralkodó hercegeknek tekintették. Az utolsó uralkodó becki herceg, Frigyes Vilmos úgy döntött, hogy megváltoztatja uralkodói címét annak okán, hogy Glücksburg is a fennhatósága alá került. 1825. július 6-án Frigyes Vilmos herceg felvette a „Schleswig–Holstein–Sonderburg–Glücksburg hercege” címet. Később hatodik fia, Keresztély herceg felesége dinasztikus kapcsolatai révén IX. Keresztély néven 1863-ban a dán trónra került, mivel VII. Frigyes dán királynak nem született gyermeke. Ekkor kezdődött meg a Glücksburg-ház felemelkedése és híresen szerteágazó európai rokoni kapcsolatainak kiépítése.
1863-ban Görögország királyává választották IX. Keresztély dán király második fiát, Vilmos dán királyi herceget, akiből I. György néven lett görög uralkodó; így alapozva meg a Glücksburg-ház görög ágát. IX. Keresztély király unokája, Haakon dán királyi herceg norvég király lett 1905-ben. IX. Keresztély király leányai is jelentős európai uralkodócsaládokba házasodtak be: Alexandra hercegnő brit királynéként a Szász–Coburg–Gothai-ház, Dagmar hercegnő orosz cárnéként a Romanov-ház, míg Tíra hercegnő cumberlandi uralkodó hercegnéként és címzetes hannoveri királynéként a Hannoveri-ház tagja lett.

## Glücksburg, illetve Schleswig–Holstein hercegei
- 1816–1831: Frigyes Vilmos schleswig–holstein–sonderburg–glücksburgi herceg
- 1831–1863/1878: Károly schleswig–holstein–sonderburg–glücksburgi herceg
- 1863–1866/1885: Frigyes schleswig–holstein–sonderburg–glücksburgi herceg
- 1885–1934: Frigyes Ferdinánd schleswig–holstein–sonderburg–glücksburgi herceg, 1931-től kezdve Schleswig–Holstein hercege (már csak névlegesen)
- 1934–1965: Vilmos Frigyes schleswig–holsteini herceg
- 1965–1980: Péter schleswig–holsteini herceg
- 1980–2023: Kristóf schleswig–holsteini herceg
- 2023– : Frigyes Ferdinánd schleswig–holsteini herceg

## Dánia királyai
- 1863–1906: IX. Keresztély
- 1906–1912: VIII. Frigyes
- 1912–1947: X. Keresztély
- 1947–1972: IX. Frigyes
- 1972–2024 : II. Margit
- 2024– : X. Frigyes

## Görögország királyai
- 1863–1913: I. György
- 1913–1917;1920–1922: I. Konstantin
- 1917–1920: I. Sándor
- 1922–1924; 1935–1947: II. György
- 1947–1964: Pál
- 1964–1973: II. Konstantin

## Norvégia királyai
- 1905–1957: VII. Haakon
- 1957–1991: V. Olaf
- 1991– : V. Harald

## A Glücksburg-ház leszármazási ágai

### Görög ág
1. I. György görög király (1845–1913)
∞ Olga Konsztantyinovna Romanova
  1. I. Konstantin görög király (1868–1923)
∞ Poroszországi Zsófia
    1. II. György görög király (1890–1947)
∞ Romániai Erzsébet
    2. Sándor görög király (1893–1920)
∞ Aszpaszía Mánu
      1. Alexandra jugoszláv királyné (1921–1993)
∞ II. Péter jugoszláv király

    3. Ilona hercegnő (1896–1982)
∞ II. Károly román király
    4. Pál görög király (1901–1964)
∞ Hannoveri Friderika
      1. Zsófia spanyol királyné (1938–)
∞ I. János Károly spanyol király
      2. II. Konstantin görög király (1940–2023)
∞ Dániai Anna-Mária
      3. Irén hercegnő (1942–)

    5. Irén, Aosta hercegnéje (1904–1974)
∞ II. Tomiszláv horvát király
    6. Katalin hercegnő (1913–2007)
∞ Richard Brandram

  2. György herceg (1869–1957)
∞ Marie Bonaparte
    1. Péter herceg (1908–1980)
∞ Irina Alekszandrovna Ovtchinnikova
    2. Eugénia hercegnő (1910–1988)
∞ Dominik Rainer Radziwiłł

  3. Alexandra orosz nagyhercegné (1870–1891)
∞ Pavel Alekszandrovics Romanov
  4. Miklós herceg (1872–1938)
∞ Jelena Vlagyimirovna Romanova
    1. Olga hercegnő (1903–1997)
∞ Pavle Karađorđević
    2. Erzsébet hercegnő (1905–1955)
∞ Károly Teodór, Törring–Jettenbach grófja
    3. Marina hercegnő (1906–1968)
∞ György kenti herceg

  5. Mária orosz nagyhercegné (1876–1940)
∞ Georgij Mihajlovics Romanov
  6. András herceg (1882–1944)
∞ Battenbergi Aliz
    1. Margit hercegnő (1905–1981)
∞ Gottfried hohenlohe–langenburgi herceg
    2. Teodóra badeni őrgrófné (1906–1969)
∞ Bertold badeni őrgróf
    3. Cecília hesseni nagyhercegné (1911–1937)
∞ György Donát hesseni koronaherceg
    4. Zsófia hannoveri hercegné (1914–2001)
∞ Hannoveri György Vilmos
    5. Fülöp edinburgh-i herceg (1921–2021)
∞ II. Erzsébet brit királynő

  7. Kristóf herceg (1888–1940)
∞ (1.) Nancy Stewart (2.) Françoise d’Orléans
    1. Mihály herceg (1939–)
∞ Marina Karella